# Radovene Point
Der Radovene Point (englisch; bulgarisch нос Радовене nos Radowene) ist eine felsige Landspitze an der Oskar-II.-Küste des Grahamlands auf der Antarktischen Halbinsel. Im Exasperation Inlet trennt sie die Einfahrten der Sexaginta Prista Bay im Norden von derjenigen der Domlyan Bay im Süden. Sie liegt am östlichen Ausläufer des Stevrek Ridge in Entfernungen von 6,47 km südwestlich des Delusion Point und 4,75 km nördlich des Kalina Point. Freigelegt wurde sie infolge des Auseinanderbrechens des Larsen-Schelfeises im Jahr 2002 und dem sich daran anschließenden Rückzug des Mapple- und des Melville-Gletschers.
Ihre Kartierung erfolgte im Jahr 2012. Die bulgarische Kommission für Antarktische Geographische Namen benannte sie 2013 nach der Ortschaft Radowene im Nordwesten Bulgariens.